# Cormo

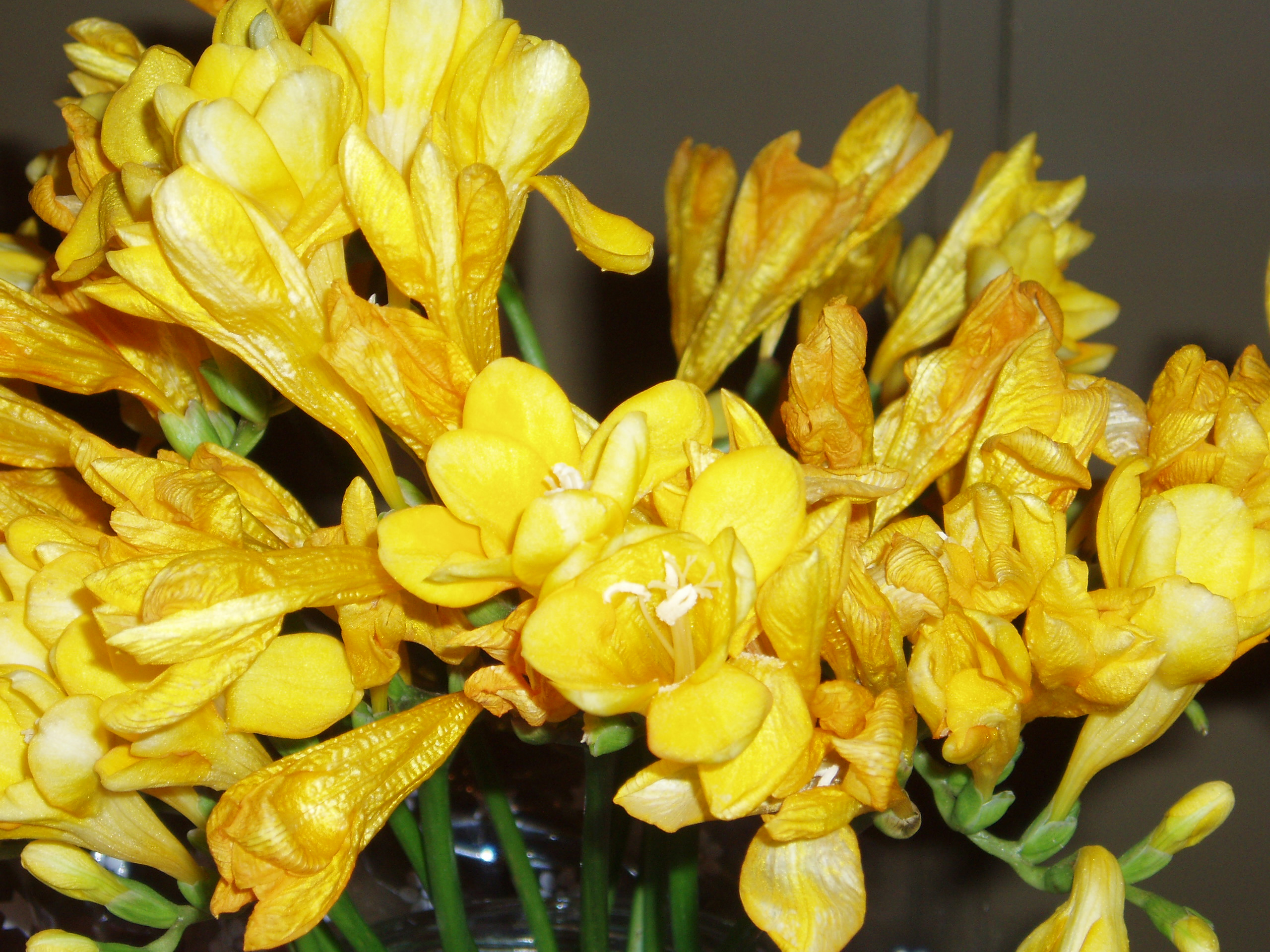
Freesia refracta.

Los cormos son tallos engrosados subterráneos, de base hinchada y crecimiento vertical que contiene nudos y abultamientos de los que salen yemas; los cuales cumplen la función de órgano reservante de nutrientes. Está recubierto por capas de hojas secas, a modo de túnicas superpuestas. En la parte inferior produce pequeños cormos nuevos que servirán para la reproducción de nuevas plantas.
Tienen varias similitudes con los bulbos, pues ambos órganos son acumuladores de sustancias nutritivas constituidos por células parenquimales. Sin embargo, pueden diferenciarse porque el interior de los cormos no se componen de capas observables a simple vista como anillos concéntricos en una sección transversal, como sucede con los bulbos.
Las plantas que presentan cormos son plantas perennes que pierden sus partes aéreas en la estación desfavorable, por frío o por aridez, conservando únicamente su parte subterránea. 
Algunas de las plantas que forman cormos incluyen muchas especies de la familia Iridaceae:

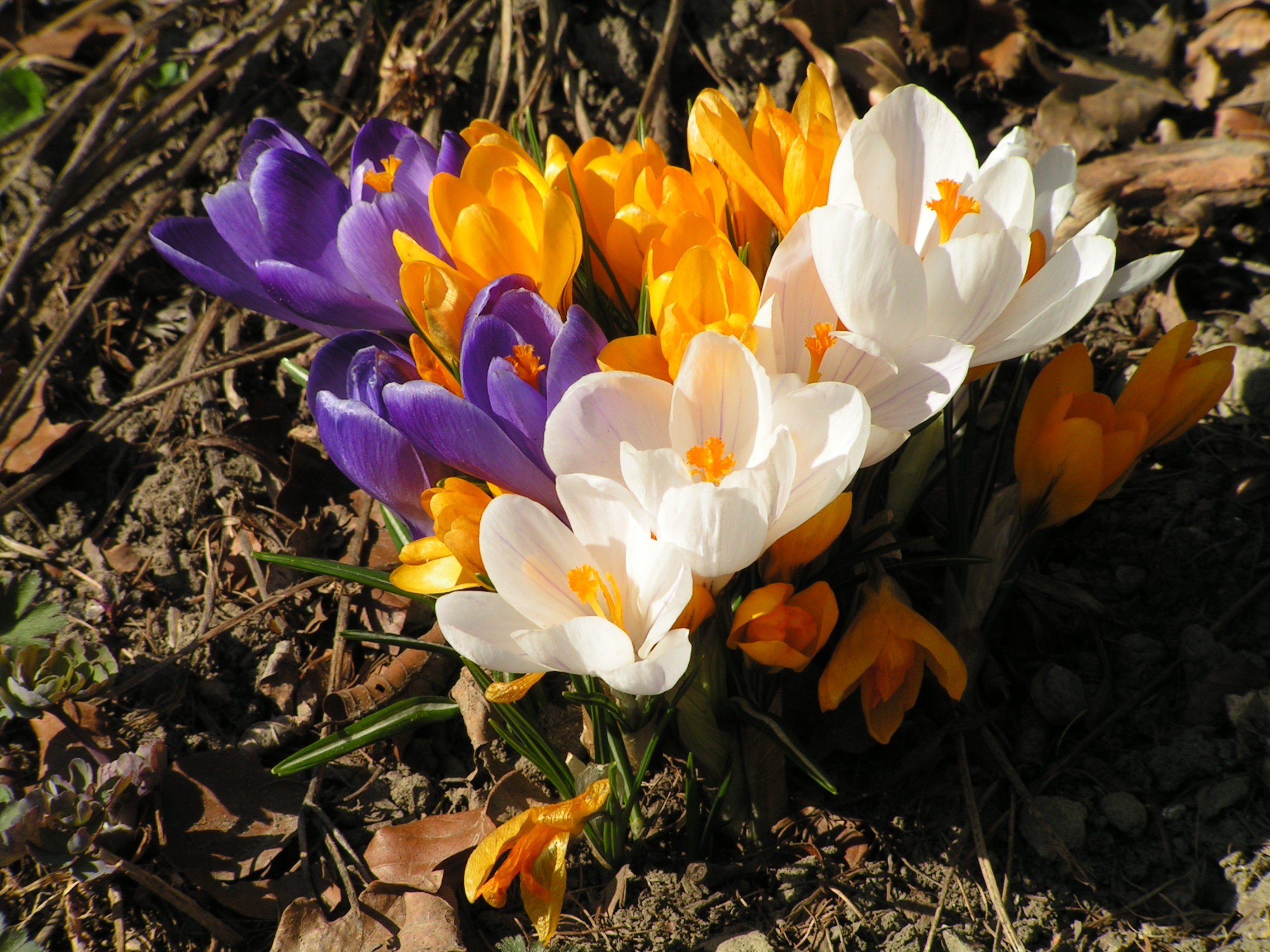
Crocus.

- Crocus Crocus.

- Colchicum
- Freesia Freesia refracta.
- Gladiolus
- Iris
- Ixia
- Crocosmia
- Stenbergia
- Tritonia
- Watsonia
- Amorphophallus konjac